# Schwartziella cleo
Schwartziella cleo är en snäckart som först beskrevs av Bartsch 1915.  Schwartziella cleo ingår i släktet Schwartziella och familjen Rissoidae. Inga underarter finns listade i Catalogue of Life.